# Народний комісаріат з військових і морських справ СРСР
Наро́дний комісаріа́т з військови́х і морськи́х спра́в СРСР (рос. Народный комиссариат по военным и морским делам СССР) — центральний орган військового управління, який здійснював керівництво Збройними силами СРСР із 12 листопада 1923 до 15 березня 1934 року.

## Історія
Народний комісаріат з військових і морських справ СРСР утворений в листопаді 1923 року в результаті об'єднання двох самостійних народних комісаріатів, з військових і морських справ РРФСР.
Народний комісаріат з військових і морських справ як загальносоюзний орган займався будівництвом, управлінням, бойовою підготовкою і постачанням Збройних сил СРСР, розробкою та здійсненням планів та заходів щодо сухопутної та морської оборони країни, питаннями призовів та допризовною підготовкою. На чолі комісаріату стояв народний комісар, який одночасно займав посаду голови Революційної військової ради СРСР.
У зв'язку з тим, що діяльність Революційної військової ради багато в чому дублювала функції Комісії оборони при Раді народних комісарів СРСР, постановою Центрального виконавчого комітету СРСР від 20 липня 1934 року Революційну військову раду було скасовано, а Народний комісаріат з військових і морських справ згодом перейменовано на Народний комісаріат оборони СРСР.

## Народні комісари
- Троцький Лев Давидович (12 листопада 1923 — 26 січня 1925);
- Фрунзе Михайло Васильович (26 січня — 31 жовтня 1925);
- Ворошилов Климент Єфремович (6 листопада 1925 — 20 червня 1934).